# Joyce Murland
Joyce M.K. Murland (Edmonton, 11 luglio 1937 – 19 gennaio 2017) è stata un'atleta paralimpica e tiratrice a segno canadese. Partecipò ai Giochi paralimpici del 1972 e del 1976, vincendo cinque medaglie.

## Palmarès
| Anno | Manifestazione     | Sede       | Evento                                       | Risultato | Prestazione | Note |
| ---- | ------------------ | ---------- | -------------------------------------------- | --------- | ----------- | ---- |
| 1972 | Giochi paralimpici | Heidelberg | Atletica leggera - Lancio del giavellotto 1A | Argento   |             |      |
| 1972 | Giochi paralimpici | Heidelberg | Atletica leggera - Getto del peso 1A         | Bronzo    |             |      |
| 1976 | Giochi paralimpici | Toronto    | Atletica leggera - Lancio della clava 1A     | Bronzo    |             |      |
| 1976 | Giochi paralimpici | Toronto    | Atletica leggera - Lancio del disco 1A       | Bronzo    |             |      |
| 1976 | Giochi paralimpici | Toronto    | Tiro - Carabina mista 1A-1C                  | Argento   |             |      |